# Капустинська волость (Пирятинський повіт)
Капустинська волость — адміністративно-територіальна одиниця Пирятинського повіту Полтавської губернії з центром у селі Капустинці.
Станом на 1885 рік складалася з 10 поселень, 14 сільських громад. Населення — 6271 особа (3013 чоловічої статі та 3258 — жіночої), 1086 дворових господарств.
|                     | Площа, десятин | У тому числі орної, дес. |
| ------------------- | -------------- | ------------------------ |
| Сільських громад    | 4549           | 4131                     |
| Приватної власності | 8597           | 6653                     |
| Іншої власності     | 179            | 163                      |
| Загалом             | 13325          | 10947                    |

Поселення волості станом на 1885:
- Капустинці — колишнє державне та власницьке село при річці Супій за 55 верст від повітового міста, 1389 особи, 267 дворів, православна церква, школа, 3 постоялих будинки, 27 вітряних млинів.
- Демки — колишнє власницьке село при річці Ташанка, 1466 осіб, 262 двори, православна церква, постоялий будинок, 19 вітряних млинів.
- Нехайки — колишнє власницьке село при річці Супій, 2007 осіб, 368 дворів, православна церква, 5 постоялих будинків, лавка, 150 вітряних млинів.
- Фарбованка — колишнє власницьке село при річках Супій, 2484 осіб, 450 дворів, православна церква, 7 постоялих будинків, лавка, 51 вітряний млин.

Старшинами волості були:
- 1900 року — відставний рядовий Федот Володимирович Романчук[2]
- 1903—1904 роках — селянин Павло Осипович Терещенко[3],[4];
- 1906—1907 роках — козак Захар Васильович Некоз[5],[6];
- 1913—1913 роках — Григорій Павлович Бузницький[7],[8];
- 1916 року — Федір Павлович Лаврик[9].

## Волвиконком
У 1917-1923 рр. після перемоги революції, Лютневого і Жовтневого Переворотів на теренах Російської імперії, проголошення Російської Федеративної Республіки і Української Народної Республіки верховною владою у волості був волвиконком, який організували прибічники революційних перетворень, вільні і червоні козаки повіту. Серед них варто назвати Івана Гнатовича Козуба, Григорія Демидовича Васенка, Бориса Семеновича Добровольського, Бориса Андрійовича Кулінського (1902-?) та багатьох інших.